# Tomorrow Corporation
Tomorrow Corporation est un studio indépendant de développement de jeux vidéo, fondé en 2010 par Kyle Gabler, Kyle Gray et Allan Blomquist. 
Les trois fondateurs sont issus de l'Entertainment Technology Center de l'université Carnegie-Mellon et créateurs de l'Experimental Gameplay Project, ils fondent Tomorrow Corporation afin de développer Little Inferno. Kyle Gray avait précédemment réalisé le jeu Henry Hatsworth in the Puzzling Adventure ; Kyle Gabler est à l'origine de World of Goo avec Ron Carmel (2D Boy), dont Allan Blomquist avait effectué l'adaptation Wii.

## Ludographie
- 2012 : Little Inferno
- 2015 : Human Resource Machine
- 2018 : 7 Billion Humans
- 2024 : World of Goo 2
- À paraître : Welcome to the Information Superhighway

Tomorrow Corporation maintient également les versions mises à jour du premier World of Goo.